# Hełm wz. 64

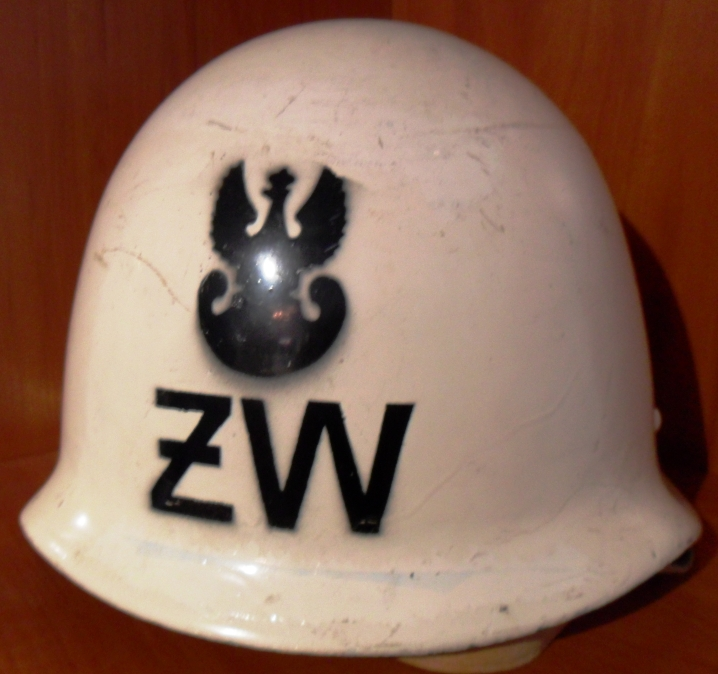
Hełm wz. 64 noszony w Żandarmerii Wojskowej

Hełm wz. 64 – polski hełm patrolowy. Używany przez WSW oraz w służbach wartowniczych.
Hełm wz. 64 wykonany jest z wielu sprasowanych warstw włókniny utwardzanych żywicą. Dzwon jest wyższy niż w polskich hełmach stalowych z tamtego okresu, posiada lekko zaznaczony daszek oraz wyprofilowany nakarczek i nauszniki. 
Początkowo w hełmach wz. 64 stosowano fasunek taki sam jak w hełmach wz. 50. Od 1968 roku stosowano fasunek z hełmów wz. 67.
Początkowo hełmy wz. 64 lakierowano farbą w kolorze białym. Nanoszono także oznakę WSW: stylizowane litery „WSW” lub znak orła, a pod nim również litery „WSW”. W późniejszym okresie hełmy malowano na kolor khaki lub ciemnozielony. Hełmy noszone poza WSW posiadały namalowanego wyłącznie orła.